# Voronînți, Orjîțea
Voronînți (în ucraineană Воронинці) este localitatea de reședință a comunei Voronînți din raionul Orjîțea, regiunea Poltava, Ucraina.

## Demografie
Componența lingvistică a localității Voronînți
     Ucraineană (98,92%)
     Rusă (1,08%)
Conform recensământului din 2001, majoritatea populației localității Voronînți era vorbitoare de ucraineană (98,92%), existând în minoritate și vorbitori de rusă (1,08%).